# Michajłowka (rejon korieniewski)
Michajłowka (ros. Михайловка) – wieś (ros. деревня, trb. dieriewnia) w zachodniej Rosji, w sielsowiecie szeptuchowskim rejonu korieniewskiego w obwodzie kurskim.

## Geografia
Miejscowość położona jest w dorzeczu rzeki Kriepna (dopływ Sejmu), 8 km od centrum administracyjnego sielsowietu szeptuchowskiego (Szeptuchowka), 18 km od centrum administracyjnego rejonu (Korieniewo), 80 km od Kurska..

## Demografia
W 2010 r. miejscowość zamieszkiwało 8 osób.